# Stefan Sowiak
Stefan Sowiak (ur. 14 stycznia 1907 w Łodzi, zm. 2 czerwca 1959 w Łodzi) – polski piłkarz grający na pozycji napastnika.
Wychowanek Wojskowego Klubu Sportowego, w którym grał do 1927, kiedy to przeszedł do rywala zza miedzy, ŁKS-u Łódź. W barwach tego ostatniego klubu wystąpił w 141 spotkaniach w najwyższej klasie rozgrywkowej, strzelając przy tym 52 bramki.